# Эдинбург
Эдинбу́рг (англ. и скотс Edinburgh, Edinburrae  МФА: [ˈɛdɪnb(ʌ)rə]о файле, гэльск. Dùn Èideann [tuːn ˈeːtʃən]) — столица Шотландии (с 1437 года) и второй по величине её город.
Административный центр округа Сити-оф-Эдинбург. Население Эдинбурга в 2019 году составляло 524,9 тыс. человек. Является седьмым по величине городом Соединённого Королевства. Расположен на восточном побережье Шотландии (территория Среднешотландской низменности), на южном берегу залива Ферт-оф-Форт. Районы Эдинбурга — Старый город и Новый город — в 1995 году были занесены ЮНЕСКО в список объектов Всемирного наследия.

## Этимология
С VI века город известен как замок-крепость бриттской королевской семьи Эйдин (Eidyn). В начале VII века замок был захвачен англами, которые к его фамильному названию добавили burh — «замок, крепость», образовав Eidynburh — «замок Эйдин».

## География
Эдинбург славится своим живописным положением на трех прибрежных холмах, отрогах Пентландских холмов, между рекой Лейт и горой Трон Артура (251 м.), спускающейся к западу от Эдинбурга крутыми склонами (Салисбери-Крэг).
Центр города делится на южную, старинную, с очень узкими улицами, часть и на новую часть, которая застраивалась по плану с 1768 года. Овраг, разделяющий обе части города (бывшее озеро Лох-Нор), превращён в парк. В центре города на Замковой скале в юго-западном углу огромного парка расположен Эдинбургский замок; с замка открывается живописный вид на море и город. На восточной окраине старого города находится королевский дворец и руины бывшего одноименного аббатства Холируд.
К северу от центра расположен старый, но с еще действующей инфраструктурой, портовый пригород Лит, где на вечной стоянке стоит королевская яхта «Британия». На востоке — у побережья Северного моря, расположен пригород Портобелло с хорошим городским песчаным пляжем. На Западной окраине города расположены строящиеся офисные, несколько новых жилых районов, а также международный аэропорт Эдинбурга. На северо-западе городской агломерации, на берегу Ферт-оф-Форт расположен пригород Куинсферри, соединяющий город тремя мостами с регионом Файф.
От крупнейшего шотландского города Глазго Эдинбург отделяют 74 км, а до Лондона расстояние составляет 648 км.

### Климат
Для Эдинбурга, равно как и в целом для Шотландии, характерен умеренный морской климат — относительно мягкий, несмотря на то что город расположен на довольно высокой северной широте. По сравнению с лежащими на той же широте Москвой и Лабрадором (Ньюфаундленд), зимы в Эдинбурге достаточно тёплые, с температурой, редко опускающейся ниже 0 °C. Летом в Эдинбурге сохраняется относительно прохладная погода с температурой, не превышающей 23 °C. Эдинбургу также свойственны частые ливни (количество осадков более-менее равномерно распределяется по месяцам) и юго-западный ветер. В октябре и марте значительное влияние на погоду в городе оказывают атлантические циклоны — так называемые европейские бури.
Такие климатические особенности обусловлены географическим расположением Эдинбурга — город стоит на побережье, поэтому погода зависит от воздушных потоков со стороны Северного моря.
| Показатель                    | Янв. | Фев. | Март  | Апр. | Май  | Июнь | Июль | Авг. | Сен. | Окт. | Нояб. | Дек. | Год  |
| ----------------------------- | ---- | ---- | ----- | ---- | ---- | ---- | ---- | ---- | ---- | ---- | ----- | ---- | ---- |
| Абсолютный максимум, °C       | 14,2 | 15,5 | 21,0  | 22,0 | 26,0 | 29,1 | 28,7 | 31,0 | 26,2 | 23,0 | 17,0  | 15,0 | 31,0 |
| Средний суточный максимум, °C | 6,7  | 7,2  | 9,3   | 11,6 | 14,5 | 17,2 | 19,2 | 19,1 | 16,6 | 13,0 | 9,3   | 6,7  | 12,5 |
| Средняя температура, °C       | 4,0  | 4,2  | 5,8   | 7,7  | 10,3 | 13,1 | 15,1 | 14,9 | 12,7 | 9,6  | 6,5   | 4,0  | 9,0  |
| Средний суточный минимум, °C  | 1,0  | 1,2  | 2,2   | 3,6  | 6,1  | 8,9  | 10,7 | 10,6 | 8,7  | 5,9  | 3,2   | 0,9  | 5,3  |
| Абсолютный минимум, °C        | −18  | −17  | −11,4 | −5   | −3   | 0,0  | 2,1  | 2,0  | −2   | −5,6 | −10   | −15  | −18  |
| Норма осадков, мм             | 73   | 49   | 55    | 41   | 53   | 63   | 67   | 70   | 65   | 83   | 64    | 64   | 746  |
| Источник: Погода и Климат     |      |      |       |      |      |      |      |      |      |      |       |      |      |

## История
В Энциклопедическом словаре Брокгауза и Ефрона указано, что «Эдинбург ранее — древнеримская военная стоянка в Британии — Алата-Кастра (Alata-castra)». Первое письменное упоминание поселения вокруг крепости как города относится к 1124 году, когда указом короля Давида I в Эдинбурге была основана церковь Святого Креста. Обращение к получателям в королевской грамоте на латыни гласит: Ecclisie Sancte Crucis Edwinesburgensi, и такая форма названия города может свидетельствовать о том, что в то время существовало убеждение в происхождении названия от имени короля Эдвина. Как бы то ни было, в хартии короля Вильгельма I Льва от 1170 года упоминается другое именование города — Edenesburch.
Эдинбург начал быстро расти в XII веке, когда Давид I Святой перевёл королевский двор из Данфермлина в Эдинбургский замок, а после возникновения в XIII веке Парламента Шотландии за ним окончательно закрепился статус столицы. В царствование Марии Стюарт королевский двор размещался в эдинбургском дворце Холирудхаус, а когда в 1603 году трон перешёл к Якову VI, последовал за королём в Лондон. После того, как в 1707 году парламент Шотландии был упразднён, значение Эдинбурга в политическом отношении несколько уменьшилось, однако культурная жизнь города продолжала процветать и достигла наивысшего расцвета в эпоху Просвещения, когда здесь жили и работали многие выдающиеся учёные и философы того времени.
В середине XIX века произошёл резкий прирост населения Эдинбурга — в основном, за счёт эмигрантов из Ирландии, бежавших от «ирландского картофельного голода». 
Сегодня Эдинбург — один из наиболее процветающих в экономическом отношении регионов Великобритании. Его экономический подъём произошёл в 1999 году, когда был восстановлен парламент Шотландии, после чего в городе было образовано большое количество правительственных учреждений, и в связи с этим начался рост занятости населения. В настоящее время уровень безработицы в Эдинбурге — один из самых низких в стране. Население города постепенно увеличивается — главным образом, за счёт притока эмигрантов из других стран, в меньшей степени — благодаря переезжающим в Эдинбург жителям других районов Великобритании.

## Население
По итогам переписи населения, численность населения Эдинбурга в 2001 году составила 430 930 чел. В 2005 году это число, по оценке Главного департамента записи актов гражданского состояния Шотландии, возросло до 457 830 чел., 48 % (220 094 чел.) из которых составляют мужчины и 52 % (237 736 чел.) — женщины. По оценке в 2010 году, в Эдинбурге проживало 486 120 чел., из них — 235 249 мужчин и 250 871 женщин.
По данным переписи населения 2001 года, в округе Сити-оф-Эдинбург проживало 507 170 человек, из которых 459 366 человек проживали в пределах города Эдинбург.
В Эдинбурге больше процент жителей в возрасте от 16 до 24 лет, чем в среднем по Шотландии, но ниже процент пожилых людей и детей дошкольного возраста. Более 95 % населения относят себя к белым, 1,6 % составляют китайцы, 0,8 % — индийцы. В 2001 году 22 % процента населения Эдинбурга родились за пределами Шотландии, из них 12,1 % — в Англии. Вследствие расширения ЕС в 2004 году, в городе поселилось большое количество мигрантов из Польши, Литвы и Латвии, большинство из них работает в сфере обслуживания.
| Изменение численности населения Эдинбурга в период с 1755 по 2005 гг. |         |         |         |         |         |         |         |         |         |         |
| 1755                                                                  | 1791    | 1811    | 1821    | 1831    | 1841    | 1851    | 1861    | 1871    | 1881    | 1891    |
| 57 195                                                                | 81 865  | 82 624  | 112 235 | 136 054 | 138 182 | 160 511 | 168 121 | 196 979 | 228 357 | 261 225 |
| 1901                                                                  | 1911    | 1921    | 1931    | 1951    | 1961    | 1971    | 1981    | 1991    | 2001    | 2005    |
| 316 837                                                               | 320 318 | 420 264 | 439 010 | 466 761 | 468 361 | 453 575 | 425 575 | 418 914 | 448 624 | 457 830 |

### Религия
У пресвитерианской церкви Шотландии большее количество приверженцев, чем у любого другого вероисповедания. В 2010 году в состав эдинбургской пресвитерии входило 83 прихода. Самая известная церковь — Собор Святого Эгидия, который является покровителем города.
Центр ислама в Эдинбурге — Соборная мечеть. Она была открыта в поздних 1990-х, строительство финансировал Король Саудовской Аравии Фахд. В городе есть и другие мечети.
Первые записи о присутствии евреев в Эдинбурге относятся к позднему XVIII веку. Ортодоксальная синагога Эдинбурга была открыта в 1932 году.
Буддизм в Эдинбурге представлен последователями Тхить Нят Хань, Тхеравады (монастырь на Слэйтфорд-роуд), Чистой земли, Сото-сю (монастырь в Портобелло) и другими направлениями.
В Эдинбурге также есть последователи веры Бахаи, Теософского общества, и небольшое число практикующих язычников.

## Экономика
Эдинбург — один из наиболее процветающих в экономическом отношении регионов Великобритании. Экономический подъём города произошёл в 1999 году, когда был восстановлен Парламент Шотландии, после чего в городе было образовано большое количество правительственных учреждений и в связи с этим начался рост занятости населения. В настоящее время уровень безработицы в Эдинбурге — один из самых низких в целом по стране, а степень обеспечения населения рабочими местами — одна из самых высоких. Население Эдинбурга постепенно увеличивается — главным образом, за счёт притока эмигрантов из других стран, в меньшей степени — благодаря переехавшим в Эдинбург жителям других регионов Великобритании.
Наиболее развитый сектор экономики Эдинбурга — это сфера услуг, а именно туризм, банковское дело, образование и развитие высоких технологий. В 1695 году решением Парламента Шотландии был основан Национальный банк Шотландии. В настоящее время он входит в состав холдинговой компании HBOS, головной офис которой находится в Эдинбурге. Королевский банк Шотландии был основан королевским указом в 1747 году и сейчас занимает пятое место в мировом рейтинге рыночной капитализации. Эдинбург является вторым по величине (после Лондона) экономическим центром Великобритании и пятым в целом по Европе.
Исторически офисы многих компаний были расположены в Новом городе и в центре Эдинбурга, но с течением времени деловая жизнь переместилась в другие районы. Так, к западу от центра города по проекту архитектора Терри Фаррелла был создан деловой центр Exchange business district — место дислокации инвестиционных и финансовых корпораций, таких как Scottish Widows, Standard Life, Clydesdale Bank и Baillie Gifford. Кроме того, в западной части города неподалёку от аэропорта Эдинбурга находится Эдинбургский парк — деловая парковая зона, на территории которой расположены офисы Королевского банка Шотландии, банка HSBC и холдинговой компании HBOS.
Одной из традиционно развитых областей экономики Эдинбурга является пивоварение. После закрытия в 2005 году пивоварен Fountainbridge brewery, крупнейшей пивоваренной компанией города стала Caledonian Brewery. Кроме того в Эдинбурге находится головной офис пивоваренной компании Scottish & Newcastle, одной из крупнейших в мире. Вискокурни шотландского виски представлены компаниями «Джонни Уокер» (музей в центре города), Holyrood Distillery, Port of Leith Distillery. Также имеются заводы по производству джина: Pickering’s gin, Edinburgh gin, Lind&Lime.
Другая важная область экономики Эдинбурга — туризм; Эдинбург является самым популярным туристическим направлением Шотландии. Пик туристической активности приходится на летние месяцы, когда в Эдинбурге проходит фестиваль искусств Fringe, приносящий городу до 100 млн фунтов стерлингов ежегодной прибыли, и на начало года, когда в городе происходит масштабное празднование Хогманея (англ., скотс.-Hogmanay) — шотландского Нового года.
Кроме того, значительный вклад в экономику города приносит деловой туризм, а также проведение различных встреч на мировом уровне, научных и дипломатических конференций, спортивных мероприятий и чемпионатов, музыкальных и театральных фестивалей. Так, в 2003 году в Эдинбурге проводилась церемония вручения премий MTV Europe Music Awards, результатом которой стал резкий скачок местной экономики в сфере услуг. Также ежегодно проводятся Эдинбургский международный кинофестиваль, книжный фестиваль и международный Королевский парад военных оркестров.
Благодаря присутствию сильного университетского кластера, в городе успешно развиваются несколько научно-исследовательских центров по биоинженерии, робототехнике, информационным технологиям. В порту Лита расположен новый глубоководный производственный комплекс по конструированию плавучих ветроустановок.

## Транспорт
Эдинбург — главный транспортный узел и центр железнодорожного сообщения западно-центральной Шотландии.
Автобус — основной пассажирский транспорт Эдинбурга. Главные автобусные компании — Lothian Buses и First Bus. В 2007 году утверждено возобновление трамвайного сообщения, прекращенного ранее в 1956 году. В 2014 году первая трамвайная ветка соединила аэропорт с площадью Сэнт-Эндрюс в центре города, а в 2023 г. ветку дотянули до конечной станции Нью-Хэйвн в пригороде Лит.
Вокзал Эдинбург-Уэверли — главная железнодорожная станция Эдинбурга. Проходящая через неё железнодорожная линия East Coast Main Line соединяет город с Лондоном, Данди, Абердином и другими городами Великобритании. Неподалёку от вокзала оканчивает свой маршрут шоссе A1 — самая длинная нумерованная дорога Великобритании.
В Эдинбурге функционирует международный аэропорт — восьмой по величине международный аэропорт Великобритании, — который обслуживает до 16 млн. пассажиров в год на международных и региональных рейсах, соединяющих город с многими городами Великобритании, США, Канады и Европы и Китая. Расположен в 13 км к западу от центра города.

## Туризм
В августе здесь проводится крупнейший в мире ежегодный Эдинбургский фестиваль. В это время население города из-за наплыва туристов удваивается. Эдинбург привлекает около 13 млн туристов ежегодно и является вторым по популярности (после Лондона) туристическим направлением Соединённого королевства.

## Культура

### Музеи
- Национальный музей Шотландии — главный музей Эдинбурга.
- Музей писателей — экспозиция музея посвящена жизни и творчеству великих шотландских писателей и поэтов (сэра Вальтера Скотта, Роберта Бернса, Роберта Льюиса Стивенсона и других)
- Музей детства — в музее собрана большая коллекция детских игрушек (от кукол до трехколесных велосипедов) со всех частей света.
- Музей Эдинбурга — экспозиция музея иллюстрирует историю Эдинбурга от древности до наших дней.
- Тупик Мэри Кинг — музеифицированная подземная улица XVII века в Старом городе, замурованная в ходе строительства нового здания городской администрации в XVIII веке и вскрытая лишь в начале 2000-х.
- «Камера-обскура и мир иллюзий» — музей в центральной части Старого города, на Королевской Миле, основным экспонатом которого является огромная действующая камера-обскура XIX века.
- Шотландский центр наследия виски — музей шотландского виски.
- Королевская яхта «Британния»

#### Галереи
- Национальная галерея Шотландии — старейшая в регионе картинная галерея. Расположена в самом центре Эдинбурга на стыке границ Старого и Нового города. В галерее представлена богатейшая коллекция европейской живописи и скульптуры, которая охватывает значительный период, начиная с эпохи Возрождения и до эпохи постимпрессионизма, и включает в себя полотна Вермеера, Рубенса, Тициана, Тинторетто, Ван Дейка, Эль Греко, Рембрандта, Ватто, Гейнсборо, Моне, Гогена, Писсаро, Сезанна и других великих художников.
- Национальная портретная галерея Шотландии — экспозиция галереи состоит из портретов знаменитых шотландцев (правителей, национальных героев, поэтов, революционеров и других исторических личностей)
- Национальная галерея современного искусства Шотландии — эта основанная в 1960 году галерея первоначально располагалась в павильоне на территории Королевского Ботанического сада и представляла посетителям довольно скромную экспозицию. В настоящее время коллекция галереи насчитывает более 5000 объектов искусства самых разнообразных жанров — от живописных полотен до видеоинсталляций.
- Эдинбургский музей пожарной службы

### Храмы
- Собор святого Джайлса
- Епископальный собор Святой Марии
- Капелла Святой Маргариты
- Соборная мечеть
- Аббатство Холируд (руины)

### Фестивали
Эдинбург является «домом» для трёх с лишним десятков различных фестивалей и празднеств, наиболее известными из которых являются:
- Эдинбургский международный фестиваль
- Эдинбургский международный кинофестиваль — проводится ежегодно начиная с 1947 года.
- Эдинбургский международный книжный фестиваль — проводится ежегодно начиная с 1983 года, проходит во второй половине августа.
- Эдинбургский Фриндж — один из самых больших и знаменитых фестивалей искусств мира, привлекающий зрителей из разных стран. По традиции открывается костюмированным шествием по главной улице города — Королевской миле. В течение трех недель город становится сплошным феерическим зрелищем: в театрах, клубах, пабах, школах и на улицах играют более 1500 спектаклей, концертов, шоу и представлений. Проходит с 9 по 31 августа.
- Эдинбургский парад военных оркестров — проводится ежегодно начиная c 1950 года, проходит в первые три недели августа. В грандиозном музыкально-театральном представлении принимают участие военные оркестры разных стран мира, барабанщики, волынщики, процессии акробатов и чирлидеров.
- Празднование Нового Года Хогманай.

### Разное
- Королевский ботанический сад Эдинбурга
- Эдинбургская центральная библиотека, открытая в 1890 году
- Эдинбургский зоопарк

## Образование

### Университеты и колледжи
Эдинбургский университет, крупнейшее высшее учебное заведение Шотландии, был основан указом короля Якова I в 1583 году, являясь таким образом четвёртым по дате основания в Шотландии — после Сент-Эндрюсского университета, университета Глазго и Абердинского университета. В 1506 году и 1681 году были основаны соответственно Эдинбургский королевский хирургический колледж и Эдинбургский королевский медицинский колледж, также по указу короны.
В 1760 году в городе появилась Эдинбургская академия художеств, в 1907 году получившая статус института и новое название — Эдинбургский колледж искусств. Университетский колледж королевы Маргарет, названный в честь Св. Маргариты Шотландской, жены короля Малкольма III, был основан в 1875 году и первоначально был рассчитан исключительно на обучение женщин.
В 1821 году в городе была открыта школа технического обучения рабочей молодежи, которая позднее получила статус университета и была переименована в честь шотландского изобретателя-механика Джеймса Уатта в университет Хериот-Ватта. Университет Непера, названный именем шотландского математика Джона Непера ранее был колледжем (основан в 1964 году) и получил статус университета в 1992 году. Одной из ведущих бизнес-школ является Эдинбургская бизнес-школа.

## Спорт
Эдинбург — родина футбольных клубов «Хиберниан» (Hibernian, сокращённо — Hibs) и «Харт оф Мидлотиан» (Heart of Midlothian, в переводе — «Сердце Мидлотиана», сокращённо —Hearts). Оба клуба входят в состав шотландской Премьер-лиги. «Хиберниан» играет на стадионе «Истер Роуд» в Лите, «Харт оф Мидлотиан» — на эдинбургском стадионе «Тайнкасл».
Эдинбург дважды принимал Игры Содружества — в 1970 и 1986 годах. Для их проведения были построены стадион Медоубанк и Королевский бассейн Содружества. Последний принимал программу по прыжкам в воду во время проведения игр 2014 г. в Глазго.
В 2003 году на месте бывшей каменоломни была открыта самая большая на тот момент в мире международная крытая арена по скалолазанию и боулдерингу.
В 2008 году в городе прошёл чемпионат мира по кроссу.
В 2024 г., на западной окраине города — в Рато, открылся первый в Шотландии искусственный бассейн для серфинга.

## Достопримечательности

### Архитектура
Благодаря высокой архитектурной и исторической ценности, центральная часть Эдинбурга была в 1995 году внесена в список объектов Всемирного наследия ЮНЕСКО. Территория включает в себя Старый город со средневековой архитектурой и постройками периода шотландской Реформации, Новый город, возникший в результате расширения границ города в XVIII веке, с неоклассической архитектурой, и северную часть Вест-Энда, отличающуюся целостной застройкой в викторианском стиле. В центре города и не только многие здания или их отдельные элементы различных годов постройки также заметно выдержаны в легко узнаваемом стиле шотландских баронов.

### Эдинбургский замок
Эдинбургский замок, расположенный в центре города на Замковой скале, заметно возвышается над Эдинбургом. Замок был построен в Средние века, старейшее из сохранившихся зданий, Часовня Святой Маргариты, датируется ранним XII веком. Замок оставался королевской резиденцией вплоть до объединения Шотландии и Англии в 1603 году. С XVII века замок был отдан под военную базу, а также тюрьму. В XIX веке Эдинбургский замок был отреставрирован и теперь является историческим памятником. Сейчас замок знакомит посетителей прежде всего с военной историей Эдинбурга. В нём расположился Национальный военный музей Шотландии, множество бывших военных построек и оборонительных сооружений, одна из крупнейших пушек мира Mons Meg. Ежедневным аттракционом на территории замка является Часовая пушка. На эспланаде перед замком ежегодно проводится Королевский эдинбургский парад военных оркестров.

### Королевская Миля
Одной из главнейших достопримечательностей города является Королевская Миля — череда средневековых улиц и прилегающих к ним тупиков, проходящих сквозь Старый город с Эдинбургским замком и собором Хаб к Холирудскому дворцу. До расширения города в XVIII веке Королевская Миля находилась в черте городских стен и, будучи густо заселенной, считалась неблагополучной частью Эдинбурга. Так, в XIX веке неподалёку от Королевской Мили происходили знаменитые Уэст-портские убийства. Многочисленные тупики, к примеру, Тупик Мэри Кинг, до сих пор хранят истории прошлых веков. Сейчас на Миле находятся музеи (Камера Обскура, Музей виски, Музей детства, Музей народной истории), Собор святого Джайлса, сувенирные магазины. Вблизи Королевской Мили находится район Грассмаркет со множеством пабов и ночных клубов.

### Холм Трон Артура
Холм, расположенный посреди природного парка-заповедника Холируд, возвышается над городом, легко обозреваемым со смотровой площадки.

### ХолмКолтон-хилл
Расположен у восточной оконечности улицы Принсес-стрит, откуда открывается живописный вид на старый город и крепость. На холме расположено здание старой городской обсерватории и ряд исторических монументов.

## Эдинбург в массовой культуре

### Кино
Некоторые фильмы, действие которых происходит в Эдинбурге:
- 1994 — «Неглубокая могила», режиссёр Дэнни Бойл, в главной роли Юэн Макгрегор.
- 1996 — «Джуд», режиссёр Майкл Уинтерботтом, в главной роли Кейт Уинслет. Снимался в центре города.
- 1996 — «На игле», режиссёр Дэнни Бойл, в ролях Юэн Макгрегор и другие. Фильм снят по роману эдинбуржца Ирвина Уэлша. Большая его часть снималась в городе (в том числе «самый грязный туалет Шотландии»), а сцена, в которой Рентон с приятелями смотрят на проезжающие поезда, была снята на пустоши Раннох-Мур.
- 1998 — «Кислотный дом», режиссёр Пол Макгиган. Снимался в Эдинбурге и Глазго.
- 2003 — «Молодой Адам», режиссёр Дэвид Маккензи, в ролях Юэн Макгрегор и Тильда Суинтон. Снимался в Эдинбурге и Глазго.
- 2010 — «Иллюзионист», режиссёр Сильвен Шоме, главные роли озвучивали Жан-Клод Донда и Эйлид Ранкин. Значительная часть сюжета разворачивается в Эдинбурге 1950-х годов.
- 2011 — «Один день», режиссёр Лоне Шерфиг, в главных ролях Джим Стёрджес и Энн Хэтэуэй.
- 2012 — «Облачный атлас», режиссёры Том Тыквер, Энди Вачовски, Лана Вачовски
- 2013 — «Грязь», режиссёр Джон С. Бейрд.
- 2013 — «Sunshine on Leith»
- 2011—2014 — Преступления прошлого / Case Histories (Сериал), Режиссёр: Марк Джобст, Билл Андерсон, Дэн Зефф[11].

## Города-побратимы
Эдинбург является городом-побратимом следующих городов:
- Германия: Мюнхен (нем. München) (1954)
- Франция: Ницца (фр. Nice) (1958)
- Италия: Флоренция (итал. Firenze) (1964)
- Новая Зеландия: Данидин (англ. Dunedin, маори Ōtepoti) (1974)
- Канада: Ванкувер (англ. Vancouver) (1977)
- США: Сан-Диего (англ. San Diego) (1977)
- Испания: Сеговия (исп. Segovia) (1985)
- Китай: Сиань (кит. 西安, пиньинь Xī'ān) (1985)
- Украина: Киев (укр. Київ) (1989)
- Дания: Ольборг (дат. Aalborg) (1991)
- Япония: Префектура Киото (яп. 京都府) (1994)
- Польша: Краков (польск. Kraków) (1995)
- Россия: Санкт-Петербург (1995)

## Фотографии
- Архитектура Нового города
- Монумент Роберта Бёрнса
- Памятник Вальтеру Скотту
- Хаб

## Известные уроженцы
Родившиеся в Эдинбурге